# Coenosia antennata
Coenosia antennata este o specie de muște din genul Coenosia, familia Muscidae. A fost descrisă pentru prima dată de Zetterstedt în anul 1849. Conform Catalogue of Life specia Coenosia antennata nu are subspecii cunoscute.